# James Allred

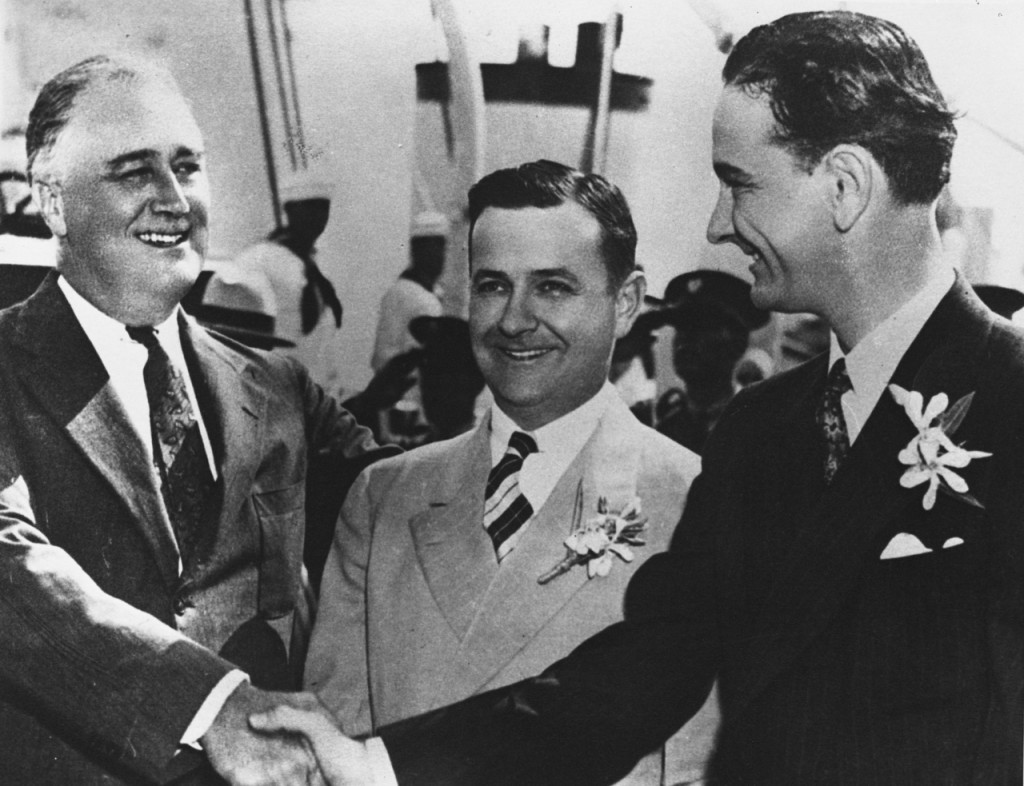
James Allred (Mitte) mit Präsident Franklin D. Roosevelt (links) und dem damaligen Kongressabgeordneten Lyndon B. Johnson (1937)

James V. Allred (* 29. März 1899 in Bowie, Montague County, Texas; † 24. September 1959 in Corpus Christi, Texas) war ein US-amerikanischer Politiker und von 1935 bis 1939 Gouverneur des Bundesstaates Texas.

## Frühe Jahre und politischer Aufstieg
James Allred besuchte bis 1917 die Bowie High School. Danach arbeitete er für kurze Zeit bei der US-Einwanderungsbehörde, ehe er als Soldat der US-Marine am Ersten Weltkrieg teilnahm. Nach dem Krieg studierte er Jura. Im Jahr 1921 machte er an der Cumberland University in Tennessee seinen juristischen Abschluss. Nach seiner daraufhin erfolgten Zulassung als Rechtsanwalt begann er in Wichita Falls in seinem neuen Beruf zu arbeiten.
Allred wurde Mitglied der Demokratischen Partei.  Zwischen 1923 und 1926 war er Bezirksstaatsanwalt im 30. juristischen Bezirk des Staates Texas. In dieser Eigenschaft bekämpfte er den Ku-Klux-Klan. Von 1931 bis 1933 war Allred Attorney General seines Staates. Im Jahr 1934 wurde er zum neuen Gouverneur gewählt, wobei er sich mit 96,4 Prozent der Stimmen gegen drei chancenlose Mitbewerber durchsetzte. Die eigentliche Wahl fand zu dieser Zeit angesichts der Schwäche der anderen Parteien in der demokratischen Primary statt. Hier gewann Allred zuvor die Stichwahl gegen Tom F. Hunter mit einem Stimmenanteil von 52,1 Prozent.

## Gouverneur von Texas
Nach einer Wiederwahl im Jahr 1936 übte James Allred sein Amt zwischen dem 15. Januar 1935 und dem 17. Januar 1939 aus. In diesen Jahren erholte sich der Staat langsam von den Folgen der Weltwirtschaftskrise, die Anfang der 1930er Jahre auch in Texas ihre Spuren hinterlassen hatte. Dabei profitierte der Staat auch vom New-Deal-Programm der Bundesregierung unter Präsident Franklin D. Roosevelt. Die Regierung des Gouverneurs arbeitete eng mit den Bundesbehörden zur Durchsetzung der Reformen zusammen. Eigene von Gouverneur Allred vorgeschlagene Programme zur Arbeitsbeschaffung oder Verbesserung des Schulsystems scheiterten teilweise an fehlenden finanziellen Mitteln bzw. der Weigerung der Legislative, diese Mittel zu genehmigen.

## Weiterer Lebenslauf
Nach dem Ende seiner Gouverneurszeit wurde Allred von Präsident Roosevelt zum Richter am Bundesbezirksgericht für den südlichen Distrikt von Texas ernannt. Im Jahr 1942 trat er von diesem Posten zurück und startete einen erfolglosen Wahlkampf um einen Sitz im US-Senat. 1949 ernannte ihn Präsident Harry S. Truman erneut zum Bundesrichter. Dieses Amt behielt Allred bis zu seinem Tod im September 1959. Mit seiner Frau Joe Betsy Miller, mit der er seit 1927 verheiratet war, hatte er drei Söhne.

## Ehrungen
Das Gebiet Allred in Texas wurde nach ihm benannt.